# Pristimantis bearsei
Pristimantis bearsei é uma espécie de anfíbio  da família Craugastoridae. É endémica do Peru. Os seus habitats naturais são: florestas subtropicais ou tropicais húmidas de baixa altitude, rios e áreas rochosas. Está ameaçada por perda de habitat.